# Бунки
Бунки (яп. 文亀 бунки) — девиз правления (нэнго) японского императора Го-Касивабара, использовавшийся с 1501 по 1504 год .

## Продолжительность
Начало и конец эры:
- 29-й день 2-й луны 10-го года Мэйо (по юлианскому календарю — 18 марта 1501);
- 30-й день 2-й луны 4-го года Бунки (по юлианскому календарю — 16 марта 1504).

## Происхождение
Название нэнго было заимствовано из 10-го цзюаня «Разъяснение рыб» (кит. 釋魚, пиньинь Shì yú, палл. Ши Юй) древнекитайского словаря Эръя:「一曰神亀、二曰霊亀、三曰摂亀、四曰宝亀、五曰文亀」.

## События
даты по юлианскому календарю
- 1501 год (1-й год Бунки) — бывший сёгун Асикага Ёсимура (сменил имя на Асикага Ёситанэ) был сослан и жил в доме у даймё провинции Суруга; на помощь он призвал всех феодалов Западной Японии; во главе провинций, окружавших столичный регион Кинай (яп. 畿内), стал Хосокава Масамото[7];
- 1502 год (7-я луна 2-го года Бунки) — Минамото-но Ёситака был повышен до 2-го ранга 4-го класса в придворной иерархии, за что он отблагодарил императора; в той же луне Асикага Ёситака сменил имя на Ёсидзуми[8];
- лето 1503 года (3-й год Бунки) — на страну обрушилась страшная засуха[8].

## Сравнительная таблица
Ниже представлена таблица соответствия японского традиционного и европейского летосчисления. В скобках к номеру года японской эры указано название соответствующего года из 60-летнего цикла китайской системы гань-чжи. Японские месяцы традиционно названы лунами.
| 1-й год Бунки (Металлический Петух) | 1-я луна       | 2-я луна*  | 3-я луна  | 4-я луна*               | 5-я луна  | 6-я луна* | 6-я луна (високосная) | 7-я луна   | 8-я луна*   | 9-я луна   | 10-я луна | 11-я луна* | 12-я луна     |
| ----------------------------------- | -------------- | ---------- | --------- | ----------------------- | --------- | --------- | --------------------- | ---------- | ----------- | ---------- | --------- | ---------- | ------------- |
| Юлианский календарь                 | 19 января 1501 | 18 февраля | 19 марта  | 18 апреля               | 17 мая    | 16 июня   | 15 июля               | 14 августа | 13 сентября | 12 октября | 11 ноября | 11 декабря | 9 января 1502 |
| 2-й год Бунки (Водяная Собака)      | 1-я луна*      | 2-я луна*  | 3-я луна  | 4-я луна*               | 5-я луна  | 6-я луна* | 7-я луна              | 8-я луна*  | 9-я луна    | 10-я луна  | 11-я луна | 12-я луна* |               |
| Юлианский календарь                 | 8 февраля 1502 | 9 марта    | 7 апреля  | 7 мая                   | 5 июня    | 5 июля    | 3 августа             | 2 сентября | 1 октября   | 31 октября | 30 ноября | 30 декабря |               |
| 3-й год Бунки (Водяная Свинья)      | 1-я луна       | 2-я луна*  | 3-я луна* | 4-я луна                | 5-я луна* | 6-я луна* | 7-я луна              | 8-я луна   | 9-я луна*   | 10-я луна  | 11-я луна | 12-я луна  |               |
| Юлианский календарь                 | 28 января 1503 | 27 февраля | 28 марта  | 26 апреля               | 26 мая    | 24 июня   | 23 июля               | 22 августа | 21 сентября | 20 октября | 19 ноября | 19 декабря |               |
| 4-й год Бунки (Деревянная Крыса)    | 1-я луна*      | 2-я луна   | 3-я луна* | 3-я луна (високосная) * | 4-я луна  | 5-я луна* | 6-я луна*             | 7-я луна   | 8-я луна*   | 9-я луна   | 10-я луна | 11-я луна  | 12-я луна*    |
| Юлианский календарь                 | 18 января 1504 | 16 февраля | 17 марта  | 15 апреля               | 14 мая    | 13 июня   | 12 июля               | 10 августа | 9 сентября  | 8 октября  | 7 ноября  | 7 декабря  | 6 января 1505 |

* звёздочкой отмечены короткие месяцы (луны) продолжительностью 29 дней. Остальные месяцы длятся 30 дней.